# Катастрофа Ту-134 под Берлином
Катастрофа Ту-134 под Берлином (также известная как Авиакатастрофа в Бонсдорфе (нем. Flugzeugabsturz in Bohnsdorf)) — крупная авиационная катастрофа, произошедшая в пятницу 12 декабря 1986 года. Авиалайнер Ту-134А авиакомпании «Аэрофлот» выполнял плановый рейс SU-892 по маршруту Минск—Прага—Берлин, но при заходе на посадку в пункте назначения рухнул в лес в 3 километрах от аэропорта Берлина. Из находившихся на его борту 82 человек (73 пассажира и 9 членов экипажа) выжили 10.
Это вторая крупнейшая авиакатастрофа в истории Германии.

## Самолёт
Ту-134А (регистрационный номер СССР-65795, заводской 63145, серийный 56-06) был выпущен заводом ХГАПП 18 марта 1980 года и был передан МГА СССР, которое 27 марта того же года направило его в 1-й Минский (по другим данным — во 2-й Минский) объединённый авиаотряд Белорусского УГА авиакомпании «Аэрофлот». Оснащён двумя турбореактивными двигателями Д-30 производства Пермского моторного завода. На день катастрофы 6-летний авиалайнер совершил 8482 цикла «взлёт-посадка» и налетал 12 658 часов.

## Экипаж
Состав экипажа рейса SU-892 был таким:
- Командир воздушного судна (КВС) — 53-летний Анатолий Васильевич Боголюбов. Пилот 1-го класса, окончил Черниговское авиационное училище. Налетал 15 943 часа, 3465 из них на Ту-134 (1911 из них в качестве КВС).
- Второй пилот — 38-летний Николай Васильевич Андрух. Пилот 2-го класса, окончил Сасовское лётное училище. Налетал 7656 часов, 1996 из них на Ту-134.
- Штурман — 31-летний Валентин Петрович Дыленок. Штурман 1-го класса, окончил Кировоградское лётное училище. Налетал 6559 часов, 4493 из них на Ту-134.
- Бортмеханик — 45-летний Алексей Макарович Жуков. Бортмеханик 1-го класса, окончил Криворожское авиационно-техническое училище. Налетал 7223 часа, 4262 из них на Ту-134.
- Бортрадист — 37-летний Анатолий Григорьевич Феоктистов. Бортрадист 1-го класса, окончил военную авиационную школу воздушных стрелков-радистов. Налетал 6754 часа, 6323 из них на Ту-134.
- Проверяющий — 51-летний Виктор Андреевич Колосов. Пилот 1-го класса, окончил Краснокутское лётное училище. Заместитель командира 3-й авиационной эскадрильи. Налетал 17 008 часов, 5770 из них на Ту-134 (в должности КВС).

В салоне самолёта работали три стюардессы:
- Ирина Ивановна Белозёрова, 29 лет — старшая стюардесса.
- Людмила Павловна Самохвал, 31 год.
- Татьяна Евгеньевна Рассказова, 29 лет.

## Хронология событий
Ту-134А борт СССР-65795 выполнял рейс SU-892 из Минска в Берлин, но из-за плохой погоды в Берлине (туман) экипаж осуществил посадку в Праге. Когда погода в Берлине улучшилась, рейс 892 вылетел из Праги и после набора высоты занял эшелон FL220 (6700 метров). На его борту кроме 9 членов экипажа находились 73 пассажира; среди них находились 2 учителя и 27 немецких школьников из 10А класса средней школы города Шверина, которые летели домой после экскурсии в Минск.
Когда лайнер подходил к Берлину, небо было полностью затянуто кучевыми облаками высотой 60 метров, стоял туман и дул свежий юго-восточный ветер. Авиадиспетчер передал экипажу, что они первые в очереди на посадку, а также сразу разрешил заход на посадку с прямой по системе ILS на ВПП №25L. Заход был выполнен без замечаний, экипаж провёл все необходимые предпосадочные процедуры, после чего лайнер с включённым автопилотом, находясь в 13,5 километрах от ВПП, вошёл в глиссаду. Авиадиспетчер передал, что горизонтальная видимость составляет 900 метров, а на ВПП в позиции A — 1700 метров, в позиции B — более 1000 метров. Пилоты довыпустили закрылки на 38°.
Всё поначалу проходило без отклонений, но авиадиспетчер включил (с целью проверки) посадочные огни на ВПП №25R, которая на тот момент проходила ремонт и была закрыта. Об этом авиадиспетчер на английском языке предупредил экипажи белорусского и венгерского Ту-134 (второй заходил на посадку следом за первым), хотя по правилам радиообмена это и не предусматривалось. Но плохо владевший английским языком бортрадист белорусского Ту-134 неверно понял информацию и воспринял сообщение авиадиспетчера как указание осуществлять посадку на ВПП №25R, что и подтвердил, а следом КВС дал команду: 25 правая, перестроить быстренько. ВПП №25L находилась в 460 метрах от ВПП №25R, а её входной торец был на 2200 метров ближе. Командир отключил автопилот и начал выполнять манёвр вручную. Хотя авиадиспетчер и попытался уточнить, что ВПП №25R закрыта на ремонт, а огни включены лишь для проверки, но пилоты в этот момент переговаривались между собой и не расслышали сообщение авиадиспетчера. Рейс 892 быстро отвернул вправо, и его управляющий сигнал ILS на время пропал.
Увидев по экрану радиолокатора, что рейс 892 значительно уклонился вправо, авиадиспетчер передал: Аэрофлот 892, вам заходить на 25 левую, 25 левую. Экипаж подтвердил получение информации, после чего КВС дал команду: Переставь назад, а штурман: Влево 230 градусов. Также авиадиспетчер дал указание: Доверните влево, доверните влево! (вместо рекомендации КВС рейса 892 уйти на второй круг); лайнер в это время был в 450 метрах правее посадочной глиссады и на 60 метров ниже её. На высоте 110 метров экипаж включил автопилот, но режим двигателей при этом не увеличивал, и это привело к тому, что скорость полёта упала до 263 км/ч, а вертикальная скорость снижения возросла до 7 м/сек. Самолёт продолжал выполнять левый разворот, когда в 103 метрах от земли при вертикальной скорости 9 м/сек сработал сигнал системы GPWS об опасном сближении с землёй, а в 40 метрах сработал сигнал ВПР. Уход на второй круг не был выполнен в нарушение инструкции по причине экономии авиатоплива (для понижения себестоимости авиаперевозки) и угрозе депремирования КВС и остальных членов экипажа.
В 17:04 CET (по другим данным в 18:00 CET) в 3 километрах от торца ВПП №25L рейс SU-892 в непосадочном положении (шасси убраны, закрылки не довыпущены полностью) зацепил верхушки деревьев леса и врезался в землю около Бонсдорфа. Вытекшее из баков авиатопливо воспламенилось, вызвав пожар.
Исчезновение метки рейса SU-892 с экранов радиолокатора заметили лишь в 17:15, а уже в 17:30 к месту катастрофы прибыли первые спасательные службы. Непосредственно на месте падения были найдены 12 выживших пассажиров, но позже 2 из них скончались в больницах от полученных травм. Всего в катастрофе погибли 72 человека — все 9 членов экипажа и 63 пассажира; среди них оказались 20 немецких школьников.
На 2024 год эта авиакатастрофа (по числу погибших) занимает второе место в Германии после катастрофы Ил-62 в Кёнигс-Вустерхаузене (156 погибших) и девятое в истории авиалайнера Ту-134.

Мы не могли пройти, всюду лежали сломанные верхушки деревьев; ёлки были похожи на рождественские, украшенные самолётными сидениями и обломками.
Оригинальный текст (нем.)Wir kamen nicht vorwärts, überall lagen abgerissene Baumwipfel, absurde Weihnachtsbäume, in denen Flugzeugsitze und Wrackteile hingen.

## Расследование
Результаты расследования комиссии были опубликованы в апреле 1987 года:

При заходе на посадку экипаж был обязан принять решение об уходе на второй круг в шести случаях:
1. После сообщения, понятого как указание об изменении взлётно-посадочной полосы;
2. При потере сигнала курсо-глиссадной системы в течение 38 секунд (за это время самолёт снизился с 420 метров до 200 метров);
3. После повторной информации авиадиспетчера, что рабочая полоса — левая, полученной в момент, когда самолет находился с недопустимым боковым уклонением 450 метров и ниже глиссады на 60 метров;
4. После включения высотного и бокового канала автопилота на высоте 110 метров в нарушение ограничения по эксплуатации АБСУ;
5. После достижения ВПР и отсутствия видимости ВПП на этой высоте;
6. После срабатывания ССОС и команды штурмана на уменьшение скорости снижения.

— 

### Выводы
Причинами катастрофы являются: 
1. Выдача экипажу руководителем полётов на конечном этапе захода на посадку на левую полосу несвоевременной и неожиданной информации, что привело к формированию у экипажа неверного решения.
2. Отсутствие выдачи рекомендации экипажу ухода на второй круг руководителем полётов на конечном этапе после повторного перестроения самолета при заходе на посадку обратно на левую полосу после правой.
3. Ошибка бортрадиста самолёта в отношении мнимого изменения разрешения на посадку, которая не была обнаружена другими членами экипажа из-за: 
  - недостаточно согласованных действий экипажа;
  - отсутствия взаимного контроля действий отдельных членов экипажа;
  - трудностей в понимании английской фразеологии полётного радиообмена;
  - недостаточных знаний и опыта применения правил международного полётного радиообмена.

4. КВС не принял в возникшей ситуации ни одного из двух необходимых решений: 
  - о прекращении захода на посадку и ухода на второй круг, необходимость в котором возникала 6 раз до пролёта ВПР (уход на второй круг не был выполнен по причине экономии авиатоплива (понижения себестоимости авиаперевозки) и угрозе депремирования КВС и остальных членов экипажа);
  - не продолжил полёт по разрешенному ранее курсу захода на посадку по ILS до ВПР.

— 

## Последствия катастрофы
Об авиакатастрофе жители Берлина узнали уже в 19:30 CET в новостной передаче «Aktuelle Kamera», причём сообщение об авиакатастрофе было длиной не более 30 секунд, что после шедшего перед ней 6-минутного некролога по поводу кончины Пауля Фернера привело к тому, что многие прослушали это сообщение.
Советская газета «Правда» также ограничилась короткой заметкой:

Соболезнования в связи с авиакатастрофой. Центральный комитет СЕПГ, Государственный совет и Совет Министров ГДР выразили глубокое соболезнование семьям и близким погибших в результате авиационной катастрофы, произошедшей 12 декабря в районе аэропорта Шёнефельд.
— .
Но тем не менее, таких коротких сообщений хватило, чтобы по Шверину, откуда была погибшая группа школьников и учителей, стали распространяться слухи о том, что якобы русский экипаж был пьян, либо самолёт был неисправен. В результате в городе возникли антисоветские настроения, поэтому в день похорон 18 декабря передвижения советских военных были ограничены, а их семьям было не рекомендовано выходить на улицу.
В результате выявления виновных в катастрофе по вине экипажа (при наличии проверяющего от авиаотряда за контролем работы экипажа на борту самолёта) и ошибках авиадиспетчера с несвоевременной (неожиданной) информацией руководителем полётов в момент посадки, по косвенной причастности с допуском экипажа к международным рейсам, главный штурман Белорусского УГА Леонид Лагун был переведён в штурманы первого класса Минского лётного отряда. По основной и явной причине отказа от захода на второй круг из-за экономии авиатоплива (понижения себестоимости авиаперевозки) и угрозе лишения премии КВС и остального экипажа. Начальнику управления БУГА В. М. Курило был вынесен Министерством ГА (МГА) выговор. Начальником БУГА соответственно был вынесен строгий выговор командиру авиационного отряда.
В 2010 году в 500 метрах от места катастрофы на окраине Борндорфа, где проходит граница между Берлином и Бранденбургом, был установлен памятный знак(52°23′22″N, 13°34′15″E). В 2021 году знак был демонтирован и на его месте была устроена небольшая велопарковка. Это было связано с психологическими проблемами жителей района, в небе над которым резко возрос авиационный трафик после открытия в 2020 году аэропорта Берлин-Бранденбург и полного переноса в него рейсов из закрывшегося берлинского аэропорта Тегель.